# Španska gotska arhitektura
Španska gotska arhitektura je slog arhitekture, ki je bil razširjen na območju današnje Španije v poznem srednjeveškem obdobju.
Gotski slog se je začel v Španiji kot posledica srednjeevropskega vpliva v 12. stoletju, ko se je pozna romanika mešala z malo izrazi čiste gotske arhitekture. Visoka gotika pride z vso močjo po romarski poti, Jakobova pot (Camino de Santiago), v 13. stoletju. V tem času so na območju današnje Španije zgradili nekaj najbolj čistih gotskih stolnic, ki so najbližje nemški in francoski gotiki.
Gotski slog so včasih prevzeli arhitekti Mudéjar, da so ustvarili hibridni slog, pri čemer so uporabljali evropske tehnike in špansko-arabske okraske. Najpomembnejša gotska sloga po 13. stoletju v Španiji sta levantinska gotika, za katero so značilni njeni strukturni dosežki in poenotenje vesolja in Isabellina gotika, s katero so katoliški monarhi napovedovali počasen prehod na renesančno arhitekturo.

## Zaporedje gotskih slogov v Španiji
Španska arhitektura je od svojih začetkov do obdobja visoke gotike ostala zvesta francoskim modelom. Vendar so nekatere značilnosti, kot so vztrajanje pri vrstah rastlin v romanskem slogu ali ohranjanje okrasnih elementov Mudéjar vpliva, privedle do oblikovanja lokalnih slogovnih variant, ta proces se je povečal v poznem 13. in v 14. Stoletju, ko se je pojavila široka diferenciacija v regionalnih arhitekturnih in dekorativnih oblikah. Razvoj arhitekture v Španiji v teh stoletjih je odražal različne zgodovinske okoliščine, ki so jim podrejena različna latinoameriška kraljestva. Tako je bil zlasti na jugu Španije razvoj gotike prejet nekoliko pozno. Gospodarski napredek Katalonije je spodbudil civilno gradnjo na tem območju. Konec 15. stoletja se je pojavil panšpanski slog, značilen za krog katoliških monarhov, ki se je rodil iz srečanja evropskih poznogotskih struktur z mudejarskimi okraski in renesančnimi motivi. 
Poimenovanja slogov v španski gotski arhitekturi je naslednje. Izrazi so približni.
- zgodnja gotika (12. stoletje)
- visoka gotika (13. stoletje)
- Mudéjar gotika (od 13. do 15. stoletja)
- Levantinska gotika (14. stoletje)
- Valencijska gotika (14. in 15. stoletje)
- Katalonska gotika
- Pozna gotika / Flamboyant (15. stoletje)
- Isabellina gotika gotika (15. stoletje)
- Plateresco gotika (15. stoletje

## Primeri
Širjenje gotske arhitekture v Španiji je imelo tri glavne poti, prva je bila cistercijanska arhitektura, ki se je razširila po vsej državi in ki je pred 13. stoletjem vodila k izgradnji velikih samostanov reformiranega reda, precedensov umetnosti gotike.
Drugi način so bili odnosi med območjem Barcelone in francoskim Languedocom ter Provanso ter stiki katalonskih škofov z Narbonnom in Montpellierjem. Tretja pot je potekala v Kastiliji in Leonu, kjer so poroke več kraljev s princesami iz hiš Anjou, Burgundije in Plantagenet motivirale uvedbo francoske gotike v osrednjem območju.
Prehod med romanskim in gotskim slogom je v Španiji potekal postopoma zaradi skrbi, ki so jih povzročale nove gotske strukture, ki so bile takrat revolucionarne. Prvi gotski element, ki je bil vgrajen v špansko arhitekturo, je obok iz okoli leta 1170 uveden s cistercijanskim redom. Posledica je bila, da se nekatere stavbe začnejo klesati na gotski način, kasneje pa se nadaljujejo po romanskih shemah. Kombinacija obeh oblik se združi v prehodni slog, ki je viden v stolnici v Tarragoni, ki se je začela leta 1174, Léridi (1203), Ávili (1170) in Cuenci (1196).

### Zgodnja gotika
- Stolnica v Ávili
- Stolnica v Cuenci
- Stolnica v Sigüenzi
- Opatija Santa María la Real de Las Huelgas v Burgosu

### Visoka gotika
- Stolnica v Burgosu
- Stolnica v Burgo de Osma
- Leónska stolnica
- Stolnica v Toledu
- Palača kraljev Navarre v Olitu
- Cerkev San Pablo, Valladolid

### Mudéjar gotika
- Odrešenikova stolnica, Zaragoza
- Grad v Coci
- Stolp sv. Martína, Teruel

### Valencijska gotika
- Stolnica v Valenciji
- La Llotja de la Seda v Valenciji
- Torres de Serranos
- Palača Borgijcev
- Samostan San Jeronimo de Cotalba, Alfauir.
- Samostan Santa María de la Valldigna, Simat de la Valldigna.
- Bazilika Santa Maria, Alicante.
- Stolnica v Orihueli.
- Stolnica v Castelló de la Plana in El Fadrí, Castelló de la Plana
- Stolnica v Segorbu.

### Balearska gotika
- La Seu (stolnica sv. Marije, Palma, Palma de Mallorca

### Katalonska gotika
- Santa Maria del Mar, Barcelona
- Kraljeva ladjedelnica, Barcelona
- Kraljeva palača, Barcelona
- Stolnica sv. Marije, Girona

### Pozna gotika
- Stolnica v Oviedu
- Stolnica svete Marije, Sevilja
- Katedrala Santa Maria, Segovia
- Kapela Condestable, stolnica v Burgosu
- Nova stolnica v Salamanci

### Isabellina gotika
- Samostan San Juan de los Reyes, Toledo
- Kraljeva kapela v Granadi
- Kolegij sv. Gregorja, Valladolid
- Palača Infantado v Guadalajari
- Palača Jabalquinto v Baeza, Jaén
- Cerkev San Pablo, Valladolid

### Sodobna španska gotika
- Ace Hotel Los Angeles